# Opel Crossland
Opel Crossland este un SUV crossover subcompact, dezvăluit oficial presei în ianuarie 2017. Mașina a fost prezentată oficial la Salonul Auto de la Geneva în martie 2017 și a fost cunoscută inițial ca Opel Crossland X.